# Дидојци
Дидојци или Цези (рус. Дидойцы, Дидои, Цезы, Цунтинцы, енгл. Didos) су нахско-дагестански народ који живи у сјеверним државама, а највећи број њих тренутно живи у Севернокавкаском федералном округу, у републици Дагестан, која је иначе највећа руска република на сјеверном Кавказу.

## Подручје и језик
Име Дидојци, који се најчешће користи у академској литератури, поријеклом је из грузијског језика. Цези је име које сами за себе користе Дидојци, у другим кавкаским језицима користи се име Цунтинци. Дидојски језик припада сјеверозападној (аваро-андо-дидојској) групи дагестанских језика и има висок степен унутрашње диференцијације (пет дијалеката: Кидеро, Шејл, Асак, Шапик и Сагада). Сагада дијалект се значајно разликује од других. Не постоји писани језик, па се умјесто тога користи аварски језик. Први штампани материјали који се односе на дидојски језик потичу из периода 18. и 19. вијека (П. С. Палас, И. А. Гилденштет, И. вон Клапрот). Озбиљнији истраживачки рад је спроведен почетком 20. вијека, постајући нарочито интензиван током двадесетих и тридесетих година и то од стране А. Дира, Е. Бокарева, Д. Имнаишвилија.
Дидојци живе у Дагестану, око горњег тока реке Анди-Којсу. Највећа села су: Кидеро, Гудатли, Азилта, Шаитли, Китури, Асах, Ретлоб, Шапих, Хупри, Сагада, Митлуда и Цибари и налазе се у Цунтинском рејону Дагестана.

## Становништво
Информације о дидојској популацији су непотпуне и нејасне. Само попис из 1926. године забележио је Дидојце као припаднике посебаног народа. У свим другим случајевима забиљежени су као Авари. Остали подаци који постоје су подаци који су прикупљени из академске литературе и забелешки истраживача. Подаци којима се располаже указују на то да се становништво удвостручило од званичног пописа из 1926. године. Као један од могућих разлога повећања наводи се могућа асимилација неких мањих етничких група које припадају дидојској групи народа.
Антрополошки, Дидојци су припадници кавкаског типа балканско-кавкаске расе, са неким видљивим карактеристикама каспијског типа. Планински регион Дагестана представља границу између ова два антрополошка типа.
| Година | Број становништва    |
| ------ | -------------------- |
| 1926.  | 3 276                |
| 1958.  | 7 000 (Ј. Дешеријев) |
| 1967.  | 7 000 (Е. Бокарев)   |

## Религија
Дидојци су муслимани (сунити). Уз ислам, којег су у Дагестан у 8. вијеку донели Арапи, у 9. и 11. вијеку хришћанство је почело да се шири уз подршку владара Грузије и Кахетије. Војни походи које је водио Тимур (крајем 16. вијека) помогли су у сузбијању ширења хришћанства и знатно учврстили ислам на овим просторима. До 17. вијека ислам је постао званична религија. До појаве ислама и хришћанства Дидојци су били пагани који су практиковали своје обичаје. Елементи паганских обичаја преживјели су до данас.

## Култура и поријекло
Културни развој Дидојаца прати опште карактеристике дагестанске културе. Једини културни елемент који их разликује од других Андо-дидојских етничких група је језик, све остале компоненте разликују се само у детаљима. Међутим, грузијски и кахетијски утицаји на културу Дидојаца су јачи од оних других дагестанских етничких група.
Поријекло Дидојаца је годинама предмет академског спора и постоји неколико хипотеза о овом питању. Током шездесетих и седамдесетих година 20. вијека етничка разноликост Дагестана се покушавала објаснити кроз традиционалну теорију територијалне изолације. Међутим, у случају Андо-дидојских народа ово објашњење није уверљиво. У сливу ријеке Анди-Којсу, суседне етничке групе нису изоловане једне од других. М. Агларов је 1980-их сугерисао да је етничка разноликост овог региона резултат полиструктурног политичког система, који је због својих малих независних политичких јединица (слободне заједнице, удружене заједнице), стабилног друштва и фиксних граница фаворизовао лингвистичку фракционализацију.

## Историја
Територијом Дидојаца су углавном владали аварски (серирски) владари. Према неким грузијским изворима, југозападни дио територије Дидојаца такође је припадао Грузији и Кахетији у периоду пре 11. вијека. Први записи о независној дидојској политичкој јединици, „слободној заједници”, која је само номинално зависила од Авара, датира из 15. вијека. Блиске економске и политичке везе постојале су између Дидојаца и других Андо-дидојских заједница. Дидојци су такође имали добре односе са Тушинцима који живе у Кахетији. Учвршћивање ислама у 18. вијеку у дидојском друштву, довело је до низа вјерских ратова са хришћанима из Грузије.
Дидојско друштво је било структуирано као патријархално-феудално друштво у којем су живот регулисали „адат” (обичајно право) и шеријат (исламско право). Упркос разликама у индивидуалном богатству, класични облици феудализма нису били развијени у Дидојском друштву. Скупштина заједнице („рукен”) коју је водио савет старјешина („џамат”) чинио је највиши орган у заједници. Извршни и судски органи су бирани од стране скупштине.
Дидојске територије су 1806. прикључене Русији, али је руска централна власт почела да утиче на локални живот тек 1870. година након административне реформе. Као резултат тога дошло је до раста локалне економије (развоја монетарних односа и веза између Дагестана и руских тржишта).

## Економија
Економија Дидојаца је одређена њиховим окружењем. Изобиље пашњака, и обратно, недостатак обрадивог земљишта, значило је да је сезонско сточарство било најпрофитабилније занимање. Дидојци су углавном одгајали овце и, у мањој мери, говеда и коње. Као и њихови суседи, за своје потребе, су узгајали пшеницу и раж, али због неплодне земље ти усјеви нису били довољни за читаву годину. Због тога су били приморани да набављају одређене културе од сусједних народа. Током вијекова, Андо-дидојски народи који живе у басену ријеке Анди-Којсу развили су добар систем економске сарадње.

### Период русификације
Антинационалистичка политика совјетске власти изражавала се у следећим активностима:
- уништавање историјског друштвено-политичког система и традиционалног начина живота, замјена старих система са новим и прекид природног културног развоја;
- раздвајање ислама и друштва, уништавање џамија и прогон духовника;
- образовање на страном језику (првих пет година на аварском језику, а након тога се прелази на руски језик);
- присилно усвајање европске цивилизације.

Као резултат ове свјесно деструктивне политике, матерњи језик Дидојаца се повукао пред језиком Авара. Елементи дагестанске културе у Дидојском друштву слабе. Европска одјећа, кућни апарати, технологија и архитектура постали су широко распрострањени. Млађе генерације губи контакт са старом етничком културом и традицијом. Совјетски обичаји постају све популарнији и распростањенији. Повећан је број мјешовитих бракова, а више људи је почело да мигрира у равнице и индустријске центре, и то све ради лакоће живота.